# Czerwona oberża
Czerwona oberża (oryg. fr. L’Auberge rouge) – opowiadanie Honoriusza Balzaka z 1831, wydana po raz pierwszy na łamach Revue de Paris. Stanowi część Studiów filozoficznych cyklu Komedia ludzka. 
Utwór ten, razem z wydanym w tym samym roku Jaszczurem, stanowił punkt zwrotny w karierze literackiej Balzaka, który zyskał sławę jednego z najzdolniejszych współczesnych powieściopisarzy, umiejących łączyć w swoich dziełach motywy fantastyczne i realistyczne, jak również wykorzystywać różne gatunki literackie i tworzyć dzieła pełne psychologicznej prawdy.

## Czas powstania
Balzac napisał Czerwoną oberżę w maju 1831 roku. Ukazał się drukiem najpierw w "Revue de Paris" 10 i 27 sierpnia 1831, a potem w 1832 roku w Nouveaux Contes philosophiques. po raz kolejny została wydana w XVII tomie Studiów filozoficznych. W 1846 roku weszła do drugiego tomu Studiów filozoficznych Komedii ludzkiej. Balzac zadedykował utwór margrabiemu de Custine.

## Treść
W czasie obiadu w Paryżu, w eleganckim towarzystwie, niemiecki bankier Hermann opowiada dramatyczną historię ze swojej młodości. Rzecz dotyczy morderstwa, jakie miało miejsce w nieokreślonej oberży we Francji w 1799. W miejscu tym zatrzymało się dwóch przyjaciół, chirurgów wojskowych, oraz nieznany im przemysłowiec, który w trakcie posiłku zdradził im, że ma przy sobie sporą sumę w złocie i diamentach. Jeden z chirurgów, Prosper Magnan, nie mógł zasnąć, wyobrażając sobie, że mógłby zamordować nieostrożnego bogacza, po czym umknąć z łupem i zacząć nowe życie. Porzucił w końcu ten zamiar, jednak gdy rano obudził się, został oskarżony o morderstwo. Okazało się, że w nocy przemysłowiec naprawdę został zabity, w dodatku sprawca posłużył się narzędziem chirurgicznym. Choć Magnan zapewniał sąd o swojej niewinności, został skazany na karę śmierci i rozstrzelany. Od niego też Hermann usłyszał tę historię, gdyż spędził pewien czas w tym samym więzieniu co on. Od niego również dowiedział się, że najpewniej sprawcą zbrodni był jego towarzysz, Fryderyk, który feralnej nocy zniknął i słuch o nim zaginął. 
Opowiadając zebranym tę historię, Hermann nie zdaje sobie sprawy, że wśród słuchającej go elity towarzyskiej jest prawdziwy morderca, Jan Fryderyk Taillefer, obecnie szanowany i bogaty człowiek, w którego córce Wiktorynie Hermann jest z wzajemnością zakochany. W miarę opowiadania do Taillefera wracają wspomnienia z przeszłości; doznaje on w końcu ataku nerwowego i wkrótce później umiera. Zdumiony zachowaniem obcego mu człowieka w trakcie słuchania jego opowiadania, Hermann zaczyna domyślać się prawdy, a następnie dowiaduje się, że jego podejrzenia były całkowicie słuszne. Ma wówczas poważne wątpliwości, czy powinien żenić się z Wiktoryną, dziedziczką splamionej krwią fortuny. Wszyscy przyjaciele doradzają mu jednak to małżeństwo, stwierdzając, że nie ma sensu kierować się tego rodzaju skrupułami we współczesnym świecie, gdzie tak naprawdę każda bogata rodzina skrywa jakieś mroczne sekrety. 

## Cechy utworu
Czerwona oberża jest bliska konwencji powieści szkatułkowej, gdyż narrator utworu opowiada o opowiadaniu Hermanna, który z kolei sam relacjonuje opowieść przekazaną mu przez inną osobę. Mimo na poły sensacyjnego wątku i dramatycznej atmosfery powieści Balzak od początku traktował utwór przede wszystkim jako rodzaj powiastki filozoficznej, potwierdzającej podkreślany przez niego wielokrotnie amoralizm wielkiego świata paryskiego i skrywane przez "wielkich ludzi" tajemnice. Morderca, Taillefer, jest w końcu wspominany w Ojcu Goriot i Jaszczurze jako człowiek szanowany, odznaczony wysokimi orderami państwowymi, bogaty i wpływowy. Atmosfera utworu oraz wiele elementów jego fabuły (zupełnie przypadkowe spotkanie mordercy z osobą, która zna historię przestępstwa, powrót wspomnień pod wpływem cudzej opowieści i wywołana przez nie choroba i śmierć) wykazują równocześnie duży wpływ literackiej tradycji romantycznej na wczesną twórczość Balzaka.